# Yasmine Char
Yasmine Char, née à Beyrouth le 23 ou 24 avril 1963, est une écrivaine, dramaturge et directrice de théâtre en Suisse.

## Biographie
Yasmine Char naît Yasmine Chaar le 23 ou le 24 avril 1963 à Beyrouth, d'un père ingénieur libanais et d'une mère française,. Abandonnée par sa mère qui part refaire sa vie avec un autre, puis orpheline de son père peu après, elle est élevée à partir de l'âge de 9 ans par sa famille paternelle musulmane,,. Elle a quatre frères, dont un océanologue et un général dans l'armée française.
Après des études bilingues dans un lycée franco-libanais et l'obtention d'une licence de lettres financée en travaillant pour le Comité international de la Croix-Rouge (CICR), elle quitte le Liban à l'âge de 25 ans avec son premier mari, un délégué du CICR suisse, pour le Pakistan et le Sri Lanka,,.
Elle s'installe en Suisse en 1993, divorce et obtient un diplôme en gestion culturelle à l'Université de Lausanne. Elle travaille au Théâtre de l'Octogone à Pully en qualité d'administratrice à partir de 1994, avant de succéder à Jean-Pierre Althaus à la direction en janvier 2010,,.
Elle anime de 2013 à 2014 une émission littéraire quotidienne sur La Télé. En 2017, elle programme une saison littéraire, intitulée « Les Jeudis inédits » à l'occasion des 120 ans du Musée Jenisch.
Elle est mariée à l'entrepreneur et patron de discothèque lausannois Thierry Wegmüller, rencontré en 1992, avec qui elle a deux enfants,.

## Parcours littéraire
Yasmine Char commence par écrire deux pièces de théâtre : Les grandes gueules et Souviens-toi de m'oublier. Cette dernière pièce, un huis clos sur une rupture amoureuse, est créée à Paris en 2001, avec Caroline Tresca dans le rôle principal.
En 2004, elle publie À deux doigts aux éditions Favre. En 2008, La main de Dieu est édité chez Gallimard. Ce dernier roman reçoit le premier prix du roman des Romands (attribué par des élèves de différents gymnases de villes romandes), le Prix du Premier Roman du Touquet Paris Plage, le prix Landerneau et le prix Alain-Fournier. Elle est également lauréate des Coups de cœur Lettres frontière 2009.
Le palais des autres jours paraît chez Gallimard en 2012 et lui vaut un passage dans l'émission de François Busnel La Grande Librairie.

## Ouvrages
- Souviens-toi de m'oublier, Lausanne, Éditions L'Âge d'Homme, 2001, 55 p.  (ISBN 2-8289-0774-0)
- À deux doigts, Lausanne, Éditions Favre, 2004, 55 p.  (ISBN 2-8289-0774-0)
- La main de Dieu, Paris, Gallimard, coll. « Blanche », 2008, 96 p.  (ISBN 978-2-07-078694-7)[12]
- Le palais des autres jours, Paris, Gallimard, coll. « Blanche », 2012  (ISBN 978-2-07-013517-2)
- L'amour comme un empire, Paris, Gallimard, coll. « Blanche », 2023  (ISBN 978-2-07-298155-5)

## Distinctions
- 2008 : Prix Landerneau pour La main de Dieu, Gallimard, 2008[13]
- 2009 : Prix Coup de cœur Lettre frontière pour La main de Dieu, Gallimard, 2008
- 2009 : Prix Alain-Fournier pour La main de Dieu, Gallimard, 2008
- 2010 : Prix du roman des Romands pour La main de Dieu, Gallimard, 2008
- 2010 : Prix culturel vaudois
- 2018 : Chevalier des Arts et des Lettres